# 천명기
천명기(千命基, 1930년 8월 5일 ~ 1999년 12월 17일)는 대한민국의 정치인이다. 제8·9·10대 국회의원, 제19대 보건사회부 장관을 역임했다.

## 생애
1930년 경기도 양평군 출신으로, 본관은 영양(潁陽)이다.
서울대학교 법대 졸업 후 청주전매서 및 교통부 정무차관실에서 잠시 공무원 생활을 하다가 우신약품 사장직을 수행했다. 민주당 정부에서 교통부 정무차관을 지낸 천세기(千世基)의 동생으로, 형의 유업을 이어받아 정계에 투신해 1963년 민주당 중앙위원에 임명되었다. 1966년 4월 민정당과 민주당이 통합해 창당한 민중당의 여주·양평지구당 위원장으로 임명되었으며, 1967년 제7대 국회의원 선거에서 신민당 후보로 여주·양평에 출마했으나 낙선했다.
이후 신민당 경기도당 부위원장 및 중앙상무위원회 위원으로 활동했으며, 1970년 신민당 김대중 대통령후보 비서실장에 임명되었다. 1971년 제8대 국회의원 선거에서 여주·양평 선거구에 다시 출마해 공화당의 현역 국회의원 이백일을 누르고 당선되었고, 국회 농림위원회 위원 및 신민당 사회복지분과위원장으로 활동했다.
1973년 제9대 국회의원 선거에서 신민당 후보로 연천·포천·가평·양평 선거구에 출마해 공화당 후보의 구속으로 무투표 당선되었으며, 재선 국회의원으로 1974년 신민당 개헌추진본부 경기지부장, 신민당 예결위원, 아시아국제의원연맹 한국대표단 등으로 활동했다. 1978년 치러진 제10대 국회의원 선거에 연천·포천·가평·양평에서 재차 당선되어 3선 의원이 되었다. 신민당의 비주류측 의원으로 신민당 원내 대책위원회 위원으로 활동하다가, 신민당을 탈당해 1980년 9월 남덕우 국무총리 내각의 보건사회부 장관으로 발탁되었다.
1982년 보건사회부 장관직을 사임한 후 영양 천씨 중앙종친회 회장, 국토통일원 고문으로 활동하다가 1983년 5월 대한방직협회 회장으로 피선되었고, 1984년에는 한국사회복지협의회 회장으로도 활동했다. 1987년 10월 한국석유개발공사 이사장으로 임명되었지만, 제13대 국회의원 선거 출마를 위해 1988년 6월 사임했으며, 민정당 중랑을 선거구에 출마해 낙선했다.
이후 장애인들을 위한 종합복지대책을 전담하는 대통령 자문기구로 제6공화국에서 창설된 장애자복지대책위원회 위원장으로 임명되었으며, 1989년 2월에는 제11대 한국식품공업협회 회장으로 선출되어 1999년 12월 17일 사망하기 전까지 근무했다.

## 학력
- 경복고등학교
- 서울대학교 법과대학
- 서울대학교 대학원 최고경영자과정 수료

## 경력
- 우신약품주식회사대표이사
- 천세장학회이사
- 신민당경기제8지구당위원장
- 신민당경기도지부부위원장
- 신민당대통령후보비서실장
- 신민당경기도지부장
- 제16차APU이사회이사
- 제8대 국회의원
- 제9대 국회의원
- 제10대 국회의원
- 제19대 보건사회부 장관
- 대한방직협회 회장
- 한국석유개발공사 이사장
- 한국식품공업협회 회장

## 상훈
- 청조근정훈장

## 저서
- 『정의의 시련』

## 역대 선거 결과
|  | 32.08% |

|  | 54.71% |

|  | 0% |

|  | 24.61% |

|  | 25.60% |